# يوري سوسلوباروف
يوري سوسلوباروف (مواليد 14 أغسطس 1958) هو لاعب كرة قدم. لعب مع منتخب الاتحاد السوفييتي لكرة القدم. سبق له أن لعب في كأس العالم لكرة القدم مع منتخب بلاده.

## روابط خارجية
- يوري سوسلوباروف على موقع الاتحاد الدولي (مؤرشف)  (الإنجليزية)
- يوري سوسلوباروف على موقع اتحاد أوكرانيا (الإنجليزية)
- يوري سوسلوباروف على موقع قاعدة بيانات كرة القدم.إي يو (الإنجليزية)
- يوري سوسلوباروف على موقع ناشيونال فوتبول تيمز (الإنجليزية)